# إضراب الكرامة
دُعي إلى إضراب الكرامة في سوريا أثناء مرحلة الانتفاضة المدنية من الحرب الأهلية السورية من قبل نشطاء معارضين للحكومة السورية بقيادة بشار الأسد، وقد بدأ في ديسمبر 2011 على امتداد عدّة محافظات.

## التاريخ

### الخلفية
الحرب الأهلية السورية هي نزاع مسلح اندلعَ في سوريا بين القوات الموالية لحزب البعث وأولئك الذين يسعون للإطاحة به. في البداية؛ اندلعت مظاهرة سلمية شاركَ فيها حوالي 150 شخصًا في سوق الحميدية بالعاصمة دمشق يوم 15 آذار/مارس من عام 2011 ثم تكرّرت التظاهرة يوم الجمعة 18 مارس 2011. زادت وثيرة التظاهرات لتشملَ أربعة مدن سورية وهي درعا، بانياس، حمص ثمّ دمشق. أخدث الثورة منعطفًا آخر عندما قتلَ نظام الأسد ثلاثة من الشبان المحتجين في مدينة درعا يوم 18 آذار/مارس 2011. حينَها أرسلَ الرئيس القوات العسكرية الحكومية من أجل قمع المظاهرات السلمية في كل أنحاء سوريا ما أدى إلى مزيد من الاحتجاجات في الأيام التي تلت ذلك. كانت معظم المظاهرات سلميّة مما شجّعَ باقي الشعب السوري على الانخراط فيها وذلك بحلول نيسان/أبريل 2011. حصلت هذه المظاهرات في سوريا في سياق ثورات الربيع العربي الذي شمل معظم الدول العربية حيثُ طالبَ المتظاهرون والحرية والكرامة وإنهاء الأحكام العرفية هذا فضلا عن الإفراج عن سجناء الرأي. في سوريا لم يكن الأمر مُختلفًا؛ طالب الشعب السوري باستقالة الرئيس بشار الأسد التي تستحوذ عائلته على السلطة منذ عام 1971 كما دعا إلى إنهاء حكم حزب البعث الذي طالَ لأربعِ عقود.

### إضراب الكرامة
تأسّست منظمة الحراك السلمي السوري التي دعت جنبًا إلى جنب مع باقي جماعات المقاومة المدنية مثل لجان التنسيق المحلية في سوريا إلى العمل معًا تحت مظلة إضراب عام يوم 11 كانون الأول/ديسمبر 2011 للتعبير عن معارضة الحكومة السورية بطريقة غير عنيفة. كان لمنظمي الإضراب اعتقادٌ يتمتل بالأساس في أن هذا الإضراب من شأنه أن يُسهم في إضعاف الحكومة ويمكن أن يؤدي في النهاية إلى سقوطها. استمرّ الإضراب على مدى ستّ مراحل مختلفة ثم تحوّل إلى عصيان مدني شمل عديد الأنشطة مثلَ الاعتصامات وإغلاق المحلات التجارية والجامعات ثم تلى ذلك إغلاق شبكات النقل العامة في القطاع العام. اعتمدت مجموعات المقاومة المدنية على وسائل التواصل الاجتماعي في الدعوة إلى الإضراب كما اعتمدوا على خدمة الرسائل القصيرة، المكالمات ورسائل البريد الإلكتروني كما أعلنت العديد من القنوات الإخبارية تفاصيل الإضرابات مسبقا. دعت المعارضة يوم الجمعة 9 ديسمبر/كانون الأول 2011 إلى إضراب وطني حملَ اسم إضراب الكرامة.

### ردود الفعل والاستجابات

#### من الحكومة السورية
كانَ ردّ الحكومة صارمًا حيث قمعت الاحتجاجات بالعنف ونشرت العسكر في مُختلف شوارع الدولة السورية كما أمرت بالاعتداء على كل من يُشارك في التظاهرات حتّى ولو كانت سلميّة. تطوّر الوضع بشكل سريع؛ حيث قام نظام الأسد -الذي تُعارضه معظم الدول العربية- بنشر الدبابات والمدافع الرشاشة في محاولة لإنهاء الإضراب العام. أفادت الأنباء كذلك أن قوات الأمن قد اعتدت على أصحاب المتاجر في حالة ما واصلوا إغلاقها كما حطّمت الكثير منها؛ حيثُ أفادت القارير بأن القوات الحكومية قد أحرقت ما لا يقل عن 178 متجرًا ومحلا تجاريًا في مدينة درعا وحدها وذلك لمعاقبة المدنيين وأصحاب المحلات التجارية على انصياعهم لهذا الإضراب. تسبّبت هجمات قوات الأمن على المتاجر في اشتباكات للمدنيين مع الجيش والسوري وقد أظهرت فيديوهات التقطها بعضُ الناشطين قوات الأمن وهي تكسر أقفال المحلات المشاركة في الاضراب. قامت قوات الأمن بإغلاق إحدى المدارس الخاصة في دمشق التي تؤيد الإضراب كما أطاحت بمؤسس المدرسة وكذلك المديرة وعيّنت في المقابل مسؤولا حكوميًا من وزارة التربية والتعليم للإشراف على المدرسة. أفادت الأنباء أن قوات الأمن أحرقت مصنعًا ضخما بحلب اشارك في الإضراب أمّا الوكالة العربية السورية للأنباء التابعة للنظام فقد ألقت باللوم على المدنيين واتهمتهم بالقيام باستفزازات الجيش.

#### من المجموعات المشاركة في حركة المعارضة
وثقت لجان التنسيق المحلية في سوريا مشاركة أكثر من 600 منطقة في الإضراب؛ أمّا المجلس الوطني السوري فقد دعا كل المدنيين إلى «إضراب الكرامة» الذي شملَ 12 محافظة في جميع أنحاء سوريا. حاولَ المُعلمين كذلك الانضمام إلى الإضراب عن طريق نشر إشعار على مدخل المدرسة يُشير إلى إغلاقها بمناسبة الإضراب. في الوقت ذاته؛ ذكرَ المرصد السوري لحقوق الإنسان أن الإضراب قد حصلَ في كل سوريا فيما كان قويًا في محافظات جنوب سوريا وخاصة في درعا، إدلب، حمص وريف دمشق.